# Le Christ en croix (van Dyck)
Pour les articles homonymes, voir Le Christ en croix.
Le Christ en croix ou Le Calvaire, est un tableau peint vers 1630 par Antoine van Dyck pour le maître-autel du couvent des Récollets de Lille. Cette grande composition de format vertical (400 × 251 cm), exécutée à l'huile sur toile, est conservée au palais des Beaux-Arts de Lille.

## Historique
L’œuvre, commandée pour le maître-autel du couvent des Récollets de Lille, est située dans la deuxième période anversoise de Van Dyck, entre son retour d’Italie en 1627 et son départ pour Londres en 1632. Elle fait partie des saisies révolutionnaires et figure dans l'inventaire du musée établi en 1795.

## Description
Devant un ciel d'orage où perce la lueur d'un soleil orangé qui fait fuir les autres protagonistes de la scène (témoins, soldatesque), le Christ en croix, auréolé, penche la tête vers Marie, Marie-Madeleine et Jean placés à ses pieds. Penchée en avant, de dos, Marie-Madeleine, vêtue de jaune, baise les pieds ensanglantés du Christ tandis que la Vierge, vêtue de bleu, tend la main vers lui et que Jean, vêtu de rouge, tourne vers lui un regard aux yeux rougis. Une troisième figure sombre est visible à l'extrême droite du tableau (une des Trois Marie ?).

### Symboles iconographiques
Les trois couleurs portées par les trois pleureurs revêtent un sens métaphoriques : jaune d'or (lumière éternelle) , rouge (de la Passion) et bleu (manteau de l'Humanité).
Sur ce sommet du « mont du Crâne » (Golgotha), le crâne d'Adam se doit d'être présent au pied de la croix ; il est visible en bas à gauche sous un chardon, symbole du malheur de la chute due au péché originel, ses épines évoquant la couronne de dérision portée par le Christ.
Dans le haut cintré du cadre on distingue un delta mystique (symbole de Trinité) légèrement incisé.

## Analyse
Le tableau reprend un thème déjà traité par Van Dyck lors de sa première période anversoise vers 1617/1619, alors qu'il est encore assistant dans l'atelier de Rubens, où il réalise Le Christ en croix, la Vierge, saint Jean et sainte Madeleine, œuvre achetée à Rubens en 1621 pour le maître-autel de l'église des Jésuites de l'abbaye Saint-Winnoq à Bergues, aujourd'hui conservée au musée du Louvre. La composition est toutefois plus originale, avec la croix décentrée, placée dans une position oblique, qui donne de la profondeur à la scène. Le traitement du ciel et de la chevelure de la Madeleine témoignent de l'influence des maîtres vénitiens sur van Dyck de retour d'Italie.